# Емілія Ничай-Кумановська
Емілія Ничай-Кумановська (1864, ? — 22 червня 1928, Чернівці) — українська громадська діячка і педагог, діячка культурно-освітніх товариств. Дружина громадського діяча Буковини Петра Кумановського. 

## Життєпис
Емілія Ничай походила з подільської священничої родини Ничаїв та була представницею першого покоління вчительок-українок у Галичині. Учителювала в державній польській школі у Станиславові[джерело?][коли?]. Вона мала великий вплив на своїх учениць-українок, зокрема на майбутніх визначних громадських діячок Костянтину Малицьку та Олену Сіменович.
Емілія Ничай-Кумановська була однією з перших членкинь станиславівської філії «Просвіти», заснованої 1877 року Євгеном Желехівським. Одна з організаторок, а з 1886 року — голова «Товариство руських женщин» у Станиславові. 
У 1904 році разом із чоловіком переїхала до Чернівців, куди переведели Петра Кумановського на педагогічну працю в Чернівецьку гімназію. 
4 березня 1906 року в «Народному домі» в Чернівцях відбулися збори жінок, на яких були присутні близько 40-ка осіб. На зборах було вирішено заснувати крайову «Жіночу громаду». Ідею створення нового товариства підтримав також чернівецький «Кружок українських дівчат», який 1 квітня 1906 року, на своїх загальних зборах, прийняв ухвалу про саморозпуск та передачу належних йому фондів «Жіночій громаді». 13 травня 1905 року відбулися перші Загальні Збори крайового товариства «Жіноча Громада». До першого Виділу увійшла й Емілія Ничай-Кумановська, головою обрано Емілію Смаль-Стоцьку. 
У 1906 році відбулися другі збори «Жіночої громади», які обрали нових керівні органи товариства. Головою виділу «Жіночої громад Буковини» була обрана Емілія Ничай-Кумановська, а її заступницею — Костянтина Малицька. Очолювала «Жіночу громаду» з 1906 до 1908 року.